# Activismul privind antivaccinarea

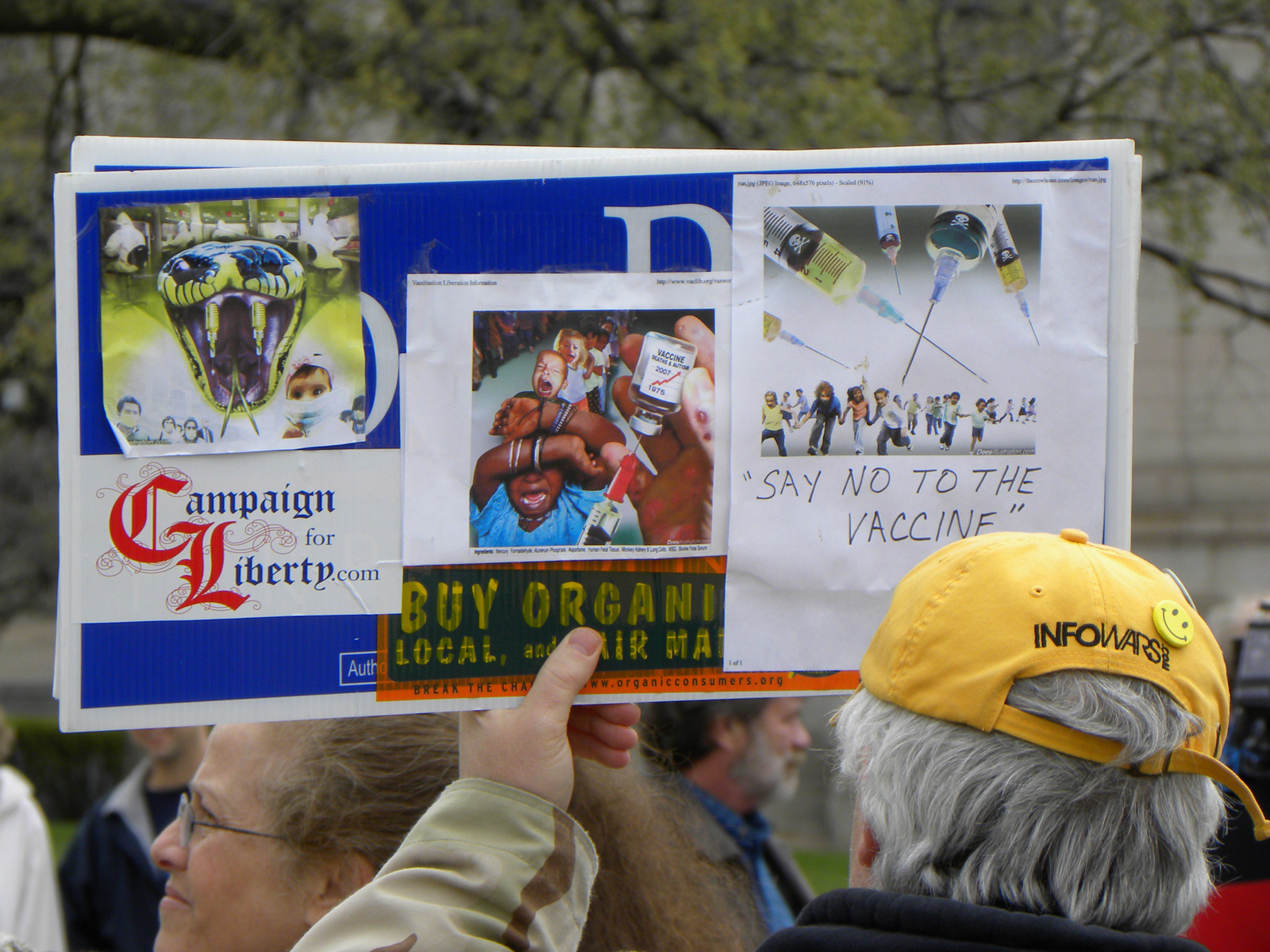
Un activist antivaccinare ține o pancartă la un miting Tea Party Express în Minnesota în 2010.

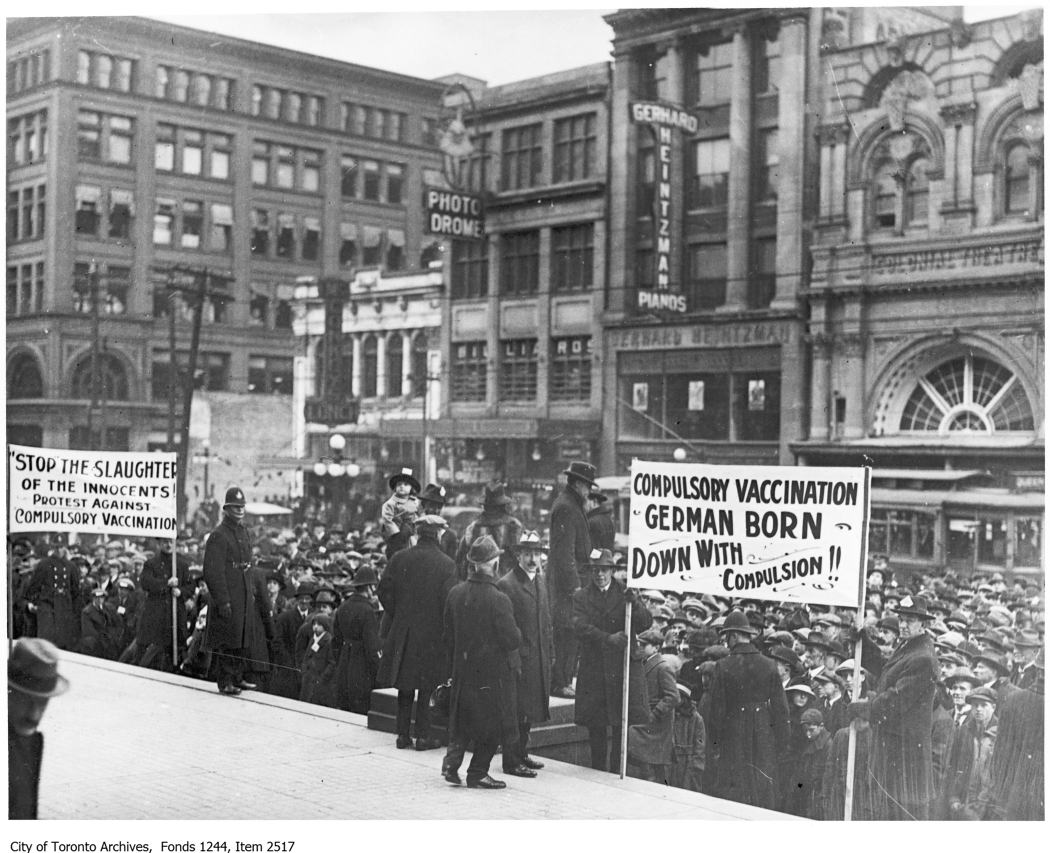
Miting al Ligii Antivaccinare din Canada în 1919

Activismul privind antivaccinarea, (sau activismul antivaccinării), cunoscut în mod colectiv sub denumirea de mișcarea „antivax”, reprezintă un set de activități organizate care se opun vaccinării. Aceste rețele de colaborare au militat frecvent pentru a amplifica controversa legată de vaccinuri prin diseminarea de informații eronate și/sau dezinformare activă. Ca mișcare socială, aceasta a utilizat o varietate de instrumente atât în cadrul mijloacelor tradiționale de informare în masă, cât și prin diverse forme de comunicare online. Activiștii s-au concentrat în principal (deși nu exclusiv) asupra problemelor legate de vaccinarea copiilor, având o aversiune față de vaccinarea tinerilor, și au încercat să își extindă influența dincolo de subgrupurile de nișă în dezbaterile politice naționale.
Deși concepte precum diverse mituri și teorii ale conspirației, alături de dezinformare și informații greșite, au fost răspândite de mișcarea antivaccinare și de medici marginali ceea ce a dus la o amplificare semnificativă a controverselor legate de vaccinuri și la modificări ale politicilor publică referitoare la aspectele etice, juridice și medicale legate de vaccinare, în comunitatea medicală nu există o ezitare semnificativă sau o dezbatere largă cu privire la beneficiile vaccinării. Un articol academic din 2021 a descris consensul științific actual ca fiind „clar și lipsit de ambiguitate”. Totuși, mișcarea antivaccinării a reușit parțial să distorsioneze înțelegerea comună a științei în cultura populară.

## Strategii și tactici

### Argumentele utilizate
Într-un articol publicat în 2002 în British Medical Journal, doi istorici medicali au sugerat că argumentele aduse împotriva siguranței și eficacității vaccinurilor la sfârșitul secolului XX sunt similare cu cele ale primilor antivacciniști. Atât argumentele din secolul al XIX-lea, cât și cele din secolul XX includeau „probleme legate de siguranța vaccinurilor, eșecuri ale vaccinurilor, încălcarea libertății personale și o alianță nefirească între sistemul medical și guvern pentru a obține profituri uriașe pe seama publicului.” Cu toate acestea, autorii s-au concentrat exclusiv pe utilizarea de „articole de ziar, scrisori, cărți, reviste și broșuri pentru a avertiza împotriva pericolelor vaccinării” și nu au abordat impactul internetului. Comentariile la videoclipurile de pe YouTube în timpul pandemiei COVID-19 s-au grupat similar în jurul „îngrijorărilor legate de efectele secundare, eficacitate și lipsa de încredere în corporații și guvern”.

### Denaturare
În unele cazuri, organizațiile antivaccin au folosit nume menite să pară nepartizane, cum ar fi National Vaccine Information Center (SUA), Vaccination Risk Awareness Network (Canada) și Australian Vaccination Network. În noiembrie 2013, Australian Vaccination Network a primit un ordin de la New South Wales Administrative Decisions Tribunal să își schimbe numele pentru a clarifica natura antivaccin a grupului. Lateline a raportat că fostul președinte al AVN, Meryl Dorey, „a susținut că a fost victima unor grupuri de ură și a unor interese personale” ca răspuns la această hotărâre.

### Calitatea informațiilor
Deși medicii și asistentele medicale sunt considerate cele mai de încredere surse de informații privind vaccinurile, unii oameni reticenți față de vaccinuri declară că se simt mai confortabil să discute despre vaccinuri cu furnizorii de tratamente complementare și alternative (CAM). Odată cu apariția internetului, mulți oameni au început să caute informații medicale online. În unele cazuri, activiștii antivaccin încearcă să îndepărteze oamenii de vaccinare și de furnizorii de servicii medicale, îndrumându-i către remedii alternative promovate de unii dintre ei.
Se susține că scrierile antivaccinare de pe internet sunt caracterizate de o serie de trăsături diferite față de literatura medicală și științifică. Acestea includ:
- Copierea și reproducerea neregulată a informațiilor.[12]
- Ignorarea corecțiilor, chiar și atunci când un raport inițial sau un punct de date s-a dovedit a fi fals.[13][14]
- Lipsa referințelor, dificultăți în verificarea surselor și a afirmațiilor.[15]
- Atacuri personale împotriva anumitor medici.[16][4][7]
- Un grad ridicat de interconectare între site-uri.[12][17]
- Argumente incorecte sau false.[18][7]

De exemplu, un studiu din 2020 a examinat postările de pe Instagram referitoare la vaccinul HPV, care poate preveni anumite tipuri de cancer. Postările antivaccinare erau mai predispuse decât cele pro-vaccinare să fie trimise de persoane care nu se ocupă cu îngrijirea sănătății, să includă relatări personale și să facă referire la alți utilizatori Instagram, linkuri sau reposturi. De asemenea, postările antivaccinare erau mai susceptibile de a implica denaturări, în special teorii ale conspirației și afirmații nefondate. În total, 72,3% din postările antivaccinare au făcut afirmații inexacte, inclusiv exagerarea riscurilor vaccinurilor și minimizarea riscurilor de îmbolnăvire.

### Tactici de dezinformare
O serie de tactici specifice de dezinformare au fost observate în mesajele antivaccinare, inclusiv:
- Teorii ale conspirației care susțin minciuni, înșelăciuni, mușamalizări și cunoștințe secrete.[20]
- Mesaje elaborate mai degrabă pentru atractivitatea psihologică decât pentru veridicitate.[21]
- Experți falși.[20]
- Așteptări imposibile:[20] afirmarea că orice certitudine mai mică de 100% într-o afirmație științifică implică îndoială, și că îndoiala înseamnă că nu există consens.[22]
- Cherry-picking selectiv: utilizarea de surse obscure sau dezmințite, ignorând în același timp dovezile contrare și consensul științific.[20][13]
- Schimbarea ipotezelor: introducerea continuă de noi teorii cu privire la nocivitatea vaccinurilor; trecerea la noi afirmații atunci când cele existente se dovedesc a fi false.[7]
- Reprezentări eronate, logică falsă și analogii ilogice.[23][7]
- Atacuri personale asupra criticilor, care pot varia de la critici online, dezvăluirea publică a detaliilor personale și amenințări, până la acțiuni offline, cum ar fi procese, atacarea angajatorilor și violență.[7][24][4]
- Țintirea vaccinului Sinovac: în timpul pandemiei, ca represalii pentru încercările Chinei de a da vina pe Statele Unite pentru pandemie, Pentagonul a vizat vaccinul Sinovac COVID-19 al Chinei, răspândind dezinformare antivaccin în Filipine.[25]

### Economia dezinformării privind vaccinurile
Este mai probabil ca informația să fie acceptată după expunerea repetată. Dezinformatorii folosesc acest efect de adevăr iluzoriu ca tactică, repetând informații false pentru a le face să pară familiare și pentru a influența credința. Activiștii antivaccin au folosit rețelele sociale pentru a dezvolta rețele interconectate de influențatori care modelează opinia publicului, recrutează aliați, influențează politicile și monetizează dezinformarea legată de vaccinuri. În 2022, Journal of Communication a publicat un studiu privind economia politice care stă la baza dezinformării legate de vaccinuri. Cercetătorii au identificat 59 de „actori” de limbă engleză care furnizau „aproape exclusiv publicații antivaccinare”. Site-urile lor monetizau dezinformarea prin apeluri la donații, vânzări de produse media bazate pe conținut și alte mărfuri, publicitate terță și taxe de membru. Unii dintre ei au întreținut un grup de site-uri web interconectate, atrăgând vizitatori pe un site și solicitând bani și vânzând mărfuri pe altele. Activitățile lor de atragere a atenției și de obținere a finanțării au constituit o „strategie hibridă de monetizare”. Aceștia au atras atenția prin combinarea aspectelor atrăgătoare ale „junk news” și ale promovării online a celebrităților. În același timp, au dezvoltat comunități specifice campaniei pentru a-și face publică și a-și legitima poziția, similar cu mișcările sociale radicale.

### Prezentarea eronată a sistemului de raportare a reacțiilor adverse la vaccinuri
În Statele Unite ale Americii, Vaccine Adverse Event Reporting System (VAERS) este utilizat pentru a colecta informații despre reacțiile adverse potențiale la vaccinuri, dar este susceptibil la rapoarte neverificate, atribuirile eronate, raportare insuficientă și calitate inconsecventă a datelor. Datele brute, neverificate din VAERS au fost adesea folosite de comunitatea antivaccin pentru a justifica dezinformarea cu privire la siguranța vaccinurilor; în general, nu este posibil să se determine din datele VAERS dacă un vaccin a cauzat un eveniment advers sau cât de frecvent ar putea fi acest eveniment.

### Acțiune în justiție
De când republicanii au obținut majoritatea în Camera Reprezentanților în ianuarie 2023, Comitetul Judiciar al Camerei a recurs la acțiuni în justiție pentru a se opune atât cercetării în domeniul dezinformării, cât și implicării guvernului în combaterea dezinformării. Unul dintre proiectele vizate este Virality Project, care a examinat răspândirea afirmațiilor false despre vaccinuri. Comitetul Judiciar al Camerei a trimis scrisori, citații și amenințări cu acțiuni în justiție cercetătorilor, solicitând note, e-mailuri și alte înregistrări, inclusiv de la studenți stagiari, începând din 2015. Printre instituțiile implicate se numără Stanford Internet Observatory de la Universitatea Stanford, Universitatea Statului Washington, Laboratorul de Cercetare Criminalistică Digitală al Consiliului Atlantic și firma de analiză a rețelelor sociale Graphika. Cercetătorii subliniază că beneficiază de libertatea academică de a studia dezinformarea, precum și de libertatea de exprimare pentru a-și raporta rezultatele.
În ciuda afirmațiilor conservatoare conform cărora guvernul a acționat pentru a cenzura discursul online, „nu a apărut nicio dovadă că oficialii guvernamentali au constrâns companiile să ia măsuri împotriva conturilor”. Acțiunile Comitetului Judiciar al Camerei au fost descrise ca o „încercare de a descuraja cercetarea”, creând un „efect descurajant” prin creșterea cerințelor de timp, costuri juridice și hărțuirea online a cercetătorilor.

### Hărțuire
Persoanele care depun eforturi pentru a contracara dezinformarea privind vaccinurile, inclusiv experții în sănătate publică care utilizează rețelele sociale, au fost ținte ale hărțuirii din partea activiștilor antivaccin. De exemplu, medicul slovac Vladimír Krčméry a fost un membru important al echipei consultative guvernamentale în timpul pandemiei de COVID-19 din Slovacia și a fost prima persoană din această țară care a primit un vaccin COVID-19. Datorită rolului său proeminent în campania de vaccinare, Krčméry și familia sa au devenit ținti ai activiștilor antivaccin, care l-au amenințat fizic pe el și pe membrii familiei sale.
În iunie 2023, medicul și cercetătorul Peter Hotez, stabilit în Texas, și-a exprimat pe Twitter îngrijorarea cu privire la faptul că Robert F. Kennedy Jr. a împărtășit informații eronate despre vaccinuri în podcastul lui Joe Rogan. Rogan, Kennedy și Elon Musk, proprietarul Twitter, i-au cerut lui Hotez să participe la o dezbatere în cadrul podcastului. După ce a refuzat invitația, Hotez a fost hărțuit de fanii acestora, activistul antivaccin Alex Rosen confruntându-l la domiciliul său.
În cartea sa The Deadly Rise of Anti-Science: A Scientist's Warning, Hotez descrie modul în care el și alți oameni de știință care apără în mod public vaccinurile au fost atacați pe rețelele de socializare, hărțuiți cu e-mailuri amenințătoare, intimidați și confruntați fizic de către oponenții vaccinării. El atribuie creșterea agresivității mișcării antivaccinare influenței aripii extreme a Partidului Republican. Hotez estimează că aproximativ 200.000 de decese evitabile din cauza COVID-19, în special în rândul republicanilor, au avut loc în SUA din cauza refuzului de a se vaccina.
La extrem, opoziția față de vaccinare a dus la violențe considerabile împotriva vaccinătorilor. În Pakistan, „peste 200 de membri ai echipelor de combatere a poliomielitei și-au pierdut viața” (membrii echipelor includ nu numai vaccinatori, ci și polițiști și personal de securitate) din cauza „crimelor țintite și terorismului” în timp ce lucrau la campaniile de vaccinare împotriva poliomielitei.

## Combaterea activismului antivaccin
Au fost sugerate și întreprinse diverse eforturi pentru a răspunde preocupărilor legate de vaccinuri și pentru a contracara dezinformarea antivaccin. Eforturile includ campanii publicitare pe rețelele sociale, desfășurate de organizații de sănătate publică, pentru a susține obiectivele de sănătate publică.
Cele mai bune practici de combatere a dezinformării și a informațiilor false privind vaccinurile includ abordarea deschisă a problemelor, identificarea clară a zonelor de consens științific și a zonelor de incertitudine, precum și sensibilitatea față de valorile culturale și religioase ale comunităților. În combaterea dezinformării antivaccin, este esențial să se abordeze atât aspectele factuale, cât și cele emoționale.
Faptul că oamenii vor actualiza o convingere greșită este complex și implică factori psihologici și obiective sociale, precum și acuratețea informațiilor. Există dovezi că atât dezmințirea, cât și „prezmințirea” dezinformării pot fi eficiente, cel puțin pe termen scurt. Printre elementele care pot contribui la corectarea informațiilor inexacte se numără: avertizarea oamenilor înainte ca aceștia să fie expuși la dezinformare; credibilitatea percepută ridicată a surselor mesajelor; afirmarea identității și a normelor sociale; prezentarea grafică; și concentrarea atenției asupra mesajelor centrale clare. Explicațiile alternative ale unei situații trebuie să se încadreze în mod plauzibil în scenariul inițial și, ideal, să indice de ce explicația incorectă a fost considerată corectă anterior.
Se recomandă cultivarea gândirii critice, a conștientizării sănătății și științei, precum și a abilităților de cunoaștere a mass-media pentru a ajuta oamenii să evalueze mai critic credibilitatea informațiilor pe care le întâlnesc. Oamenii care caută mai multe surse de știri cu reputație, la nivel local și național, au mai multe șanse să detecteze dezinformarea decât cei care se bazează pe câteva surse dintr-un anumit punct de vedere. În special pe rețelele sociale, este bine să ne ferim de titlurile senzaționale care fac apel la emoții, să verificăm informațiile în profunzime (nu doar prin sursele obișnuite) și să luăm în considerare posibilele agende sau conflicte de interese ale celor care transmit informațiile.

### Funcționarea rețelelor de socializare
Alte sugestii pentru contracararea activismului antivaccin se concentrează pe modificarea funcționării platformelor de social media. Intervenții precum „nudges” de acuratețe și etichetarea surselor pot modifica contextul în care sunt prezentate informațiile. De exemplu, informațiile corecte pot fi prezentate direct pentru a contracara dezinformarea. Alte posibilități includ semnalizarea sau eliminarea informațiilor înșelătoare de pe platformele de social media. Cercetările sugerează că majoritatea persoanelor din Statele Unite ar susține eliminarea postărilor de dezinformare dăunătoare și suspendarea conturilor, deși această poziție este mai puțin populară în rândul republicanilor decât în rândul democraților.
În timp ce entitățile private precum Facebook, Twitter și Telegram pot stabili legal orientări pentru moderarea informațiilor și dezinformării pe platformele lor (sub rezerva legilor locale și internaționale), aceste companii nu au stimulente puternice pentru a controla dezinformarea sau pentru a se autoreglementa. Algoritmii utilizați pentru a maximiza implicarea utilizatorilor și profiturile pot conduce la informații dezechilibrate, cu surse slabe și care induc în eroare în mod activ.
Criticat pentru rolul său în controversa vaccinurilor, Facebook a anunțat în martie 2019 că va oferi utilizatorilor „informații cu autoritate” pe tema vaccinurilor. Facebook a introdus mai multe politici menite să reducă impactul conținutului antivaccin, fără a-l elimina complet. Acestea au inclus reducerea clasificării surselor antivaccin în căutări și nerecomandarea acestora, respingerea anunțurilor și a publicității direcționate care conțineau informații eronate despre vaccinuri, precum și utilizarea bannerelor pentru a prezenta informații despre vaccinuri din surse autorizate. Un studiu a examinat perioada de șase luni dinaintea și de după modificarea politicilor și a constatat o scădere moderată, dar semnificativă, a numărului de aprecieri pentru postările antivaccin în urma modificărilor de politică. Like-urile postărilor pro-vaccin au rămas neschimbate. Facebook a fost criticat pentru că nu a fost mai agresiv în combaterea dezinformării. Ca răspuns la eforturile de a controla dezinformarea, comunitățile antivaccin de pe rețelele sociale au adoptat un limbaj codificat pentru a se referi la persoanele vaccinate și la vaccinurile în sine.
Intervențiile pe partea ofertei reduc circulația dezinformării direct la sursele lor prin acțiuni precum aplicarea politicilor privind rețelele sociale, reglementarea și legislația. Un studiu publicat în revista Vaccine a examinat reclamele postate în cele trei luni anterioare modificărilor politicii Facebook din 2019 și a constatat că 54% din reclamele antivaccin de pe Facebook au fost plasate de doar două organizații, finanțate de activiști antivaccinare cunoscuți. Children's Health Defense/World Mercury, prezidat de Robert F. Kennedy Jr., și Stop Mandatory Vaccination, condusă de militantul Larry Cook, au postat 54% din reclame. Anunțurile aveau adesea legătură cu produse comerciale, cum ar fi remedii naturale și cărți. Kennedy a fost suspendat de pe Facebook în august 2022, dar reintegrat în iunie 2023.
Cu toate acestea, în 2023, guvernele de stat care erau aliniate politic cu activiștii antivaccin au solicitat cu succes o ordonanță preliminară pentru a împiedica administrația Biden să încerce să exercite presiuni asupra companiilor de social media în vederea combaterii dezinformării. Ordinul emis de Curtea de Apel a Statelor Unite pentru al cincilea circuit „limitează sever capacitatea Casei Albe, a chirurgului general și a Centrelor pentru Prevenirea și Controlul Bolilor... de a comunica cu companiile de social media cu privire la conținutul legat de COVID-19... pe care guvernul îl consideră dezinformare.” În octombrie 2023, acest ordin a fost suspendat de Curtea Supremă a Statelor Unite ale Americii, în așteptarea unor litigii ulterioare.

### Utilizarea algoritmilor și a datelor
Algoritmii și datele utilizatorilor pot fi utilizați pentru a identifica subgrupuri selectate cărora li se poate furniza conținut specializat. Acest tip de abordare a fost utilizat atât de activiștii antivaccin, cât și de furnizorii de servicii medicale care speră să contracareze dezinformarea legată de vaccinuri. De exemplu, în Statele Unite, indicele de vulnerabilitate socială (SVI) al CDC a fost utilizat pentru a identifica comunitățile care au fost în mod tradițional insuficient deservite sau care prezintă un risc ridicat de infecție, morbiditate și mortalitate. În astfel de comunități, au fost dezvoltate programe pentru a aborda dezinformarea și controversele legate de vaccinare.

### Implicarea comunității
Au fost întreprinse măsuri pentru a contracara mesajele antivaccin prin implicarea directă a comunităților. Eforturile de sensibilizare includ centre de apel și campanii de mesaje text, parteneriate cu liderii comunității locale și organizarea de clinici de vaccinare în comunitate. Crearea de resurse digitale și de alfabetizare științifică, precum și distribuirea acestora prin intermediul școlilor, bibliotecilor, birourilor municipale, bisericilor și altor grupuri comunitare, contribuie la combaterea dezinformării în comunitățile cu resurse reduse.
Consorțiul Black Doctors COVID-19 din Philadelphia reprezintă un exemplu de inițiativă de sensibilizare directă de succes. Un alt exemplu este Grupul de lucru pentru echitatea vaccinurilor din statul New York. În conformitate cu modelul 3C al Grupului consultativ strategic de experți (SAGE), sensibilizarea comunităților se axează pe abordarea neîncrederii și creșterea încrederii, furnizarea de informații pentru îmbunătățirea evaluării riscurilor (complacere) și îmbunătățirea accesului la vaccinurile COVID-19 (conveniență). Este esențial să se combată dezinformarea în toate cele trei domenii.
Recomandările pentru combaterea dezinformării privind vaccinurile includ creșterea prezenței agențiilor de sănătate de încredere și a informațiilor credibile pe rețelele de socializare, colaborarea cu platformele de socializare pentru a promova informații de sănătate publică bazate pe dovezi, precum și identificarea și reacția la preocupările emergente și la campaniile de dezinformare. Se recomandă formarea de comunități în rețea ale oficialilor din domeniul sănătății publice și ale altor părți interesate, care să comunice cu publicul printr-o varietate de mesageri credibili și de încredere. Schimbul de mesaje prin intermediul unor astfel de rețele ar putea contribui la demascarea și contracararea atacurilor coordonate de dezinformare.
O abordare comunitară în rețea ar fi diferită de modelul actual de comunicare în domeniul sănătății publice din SUA, care tinde să se bazeze pe un singur mesager credibil (de exemplu, Anthony Fauci) și este susceptibil la atacuri de dezinformare. Pentru a face față dezinformării, rețelele comunitare ar trebui să abordeze aspecte legate de libertate și drepturile omului, precum și de siguranța, eficacitatea și accesul la vaccinuri. Rețelele ar putea, de asemenea, să susțină persoanele atacate de activiștii antivaccin.

## Istorie

### Secolul al XVIII-lea și al XIX-lea
Ideile care, în cele din urmă, au dus la activismul antivaccin există de mai mult timp decât vaccinurile în sine. Unele abordări filozofice (de exemplu, homeopatia, vitalismul) sunt incompatibile cu paradigma microbiologică care explică modul în care funcționează sistemul imunitar și vaccinurile. Controversa vaccinurilor și activismul antivaccin există într-un context mai larg, care implică tradiția culturală, credința religioasă, abordările privind sănătatea și boala, precum și afilierea politică.
Opoziția față de variolizare (un predecesor al vaccinării) a fost organizată încă din anii 1720, pe baza premisei că vaccinarea era nenaturală și o încercare de a zădărnici judecata divină. Argumentele religioase împotriva inoculării, cele mai timpurii argumente împotriva vaccinării, au fost rapid avansate. De exemplu, într-o predică din 1722 intitulată „Practica periculoasă și păcătoasă a inoculării”, teologul englez reverendul Edmund Massey a susținut că bolile sunt trimise de Dumnezeu pentru a pedepsi păcatul, iar orice încercare de a preveni variola prin inoculare este o „operațiune diabolică”. La acea vreme, era obișnuit ca predicatorii populari să publice predici care ajungeau la un public larg. Acesta a fost cazul lui Massey, a cărui predică a ajuns în America de Nord, unde a existat o opoziție religioasă timpurie, în special din partea lui John Williams. O sursă semnificativă de opoziție a fost William Douglass, absolvent de medicină al Universității din Edinburgh și membru al Royal Society, care s-a stabilit în Boston.:114–22

Vaccinarea în sine a fost inventată de medicul britanic Edward Jenner, care și-a publicat concluziile privind eficacitatea acestei practici pentru variolă în 1798. Până în 1801, practica a fost susținută pe scară largă în comunitatea științifică și de către mai mulți lideri mondiali. Medicul din Philadelphia John Redman Coxe, observând că circulau deja relatări false cu privire la efectele negative ale vaccinării, a scris:
„Acestea sunt falsurile care împiedică progresul celei mai strălucitoare descoperiri care a fost făcută vreodată! Dar lupta este în zadar! Timpul a dat la o parte vălul care ne obstrucționa cunoașterea acestei binecuvântări neprețuite; și, în exemplele Împăratului Constantinopolului, ale Împărătesei Dowager a Rusiei și ale Regelui Spaniei, putem anticipa căderea opoziției viitoare.”
Așteptările lui Coxe cu privire la sfârșitul opoziției față de vaccinare s-au dovedit premature, iar în cea mai mare parte a secolului al XIX-lea, principiile, practicile și impactul vaccinării au fost subiecte de dezbatere științifică activă. Principiile care stau la baza vaccinării nu au fost clar înțelese până la sfârșitul secolului al XIX-lea. Importanța igienei în prepararea, depozitarea și administrarea vaccinurilor nu a fost întotdeauna înțeleasă sau practicată. Statisticile fiabile privind eficacitatea vaccinurilor și efectele secundare au fost greu de obținut înainte de anii 1930.

#### Liga împotriva vaccinării obligatorii
În Regatul Unit, Legea vaccinării obligatorii din 1853 a impus ca fiecare copil să fie vaccinat în termen de trei sau patru luni de la naștere. Aceasta a stabilit un precedent pentru reglementarea de către stat a corpurilor fizice și a întâmpinat o rezistență acerbă. În anul următor, în 1854, John Gibbs a publicat primul pamflet împotriva vaccinării obligatorii, Our Medical Liberties. Până în anii 1860, antivaccinismul în Regatul Unit a fost activ în rândul clasei muncitoare, aristocrației muncii și clasei de mijloc inferioare. Acesta devenise asociat cu medicina alternativă și făcea parte dintr-o cultură mai largă a disidenței sociale și politice, care includea atât sindicatele, cât și disidenții religioși.
În iunie 1867, publicația Human Nature a desfășurat o campanie în Regatul Unit împotriva „Humbugului vaccinării”, raportând că au fost prezentate Parlamentului numeroase petiții împotriva vaccinării obligatorii împotriva variolei, inclusiv din partea unor părinți care susțineau că copiii lor au murit în urma acestei proceduri, și plângându-se că aceste petiții nu au fost făcute publice. Jurnalul a raportat formarea Ligii împotriva vaccinării obligatorii „pentru a răsturna această imensă absurditate fiziologică și tiranie medicală” și l-a citat pe Richard Gibbs (un văr al lui John Gibbs), care conducea Spitalul Liber la aceeași adresă, declarând: „Cred că avem sute de cazuri aici, de otrăvire cu vaccinarea, pe care le consider incurabile. Un membru al unei familii prezintă simptome sifilitice din momentul vaccinării, când toți ceilalți membri ai familiei au fost sănătoși. Sfătuim cu tărie părinții să meargă la închisoare, mai degrabă decât să se supună inoculării scrofulozei, sifilisului și maniei urmașilor lor neajutorați.”
Printre membrii notabili ai Ligii de vaccinare împotriva vaccinării obligatorii s-au numărat James Burns, George Dornbusch și Charles Thomas Pearce. După moartea lui Richard B. Gibbs în 1871, Liga de vaccinare împotriva vaccinării obligatorii a „lâncezit” până în 1876, când a fost reînființată sub conducerea lui Mary Hume-Rothery și a Rev. W. Hume-Rothery. Liga de vaccinare împotriva vaccinării obligatorii a publicat Circulara ocazională, care ulterior a fuzionat în Reporterul național de vaccinare împotriva vaccinării obligatorii.

#### Societatea Antivaccinare din America
În Statele Unite, multe state și consilii școlare locale au stabilit cerințe de imunizare, începând cu o lege privind vaccinarea școlară obligatorie în Massachusetts în 1855. Societatea Antivaccinare din America a fost fondată în 1879, după o vizită în Statele Unite a activistului antivaccin britanic William Tebb, și s-a opus vaccinării antivariolice obligatorii pentru variolă din ultimele decenii ale secolului al XIX-lea până în anii 1910. În această perioadă, vaccinarea antivariolică a fost singura formă de vaccinare practicată pe scară largă, iar societatea a publicat o revistă care se opunea acesteia, intitulată Vaccination.
O serie de cazuri juridice americane, care au început în diferite state și au culminat cu cel al lui Henning Jacobson din Massachusetts în 1905, au susținut mandatarea vaccinării obligatorii împotriva variolei pentru binele public. Curtea a hotărât în cauza Jacobson v. Massachusetts că „libertatea garantată de Constituția Statelor Unite fiecărei persoane aflate sub jurisdicția sa nu implică un drept absolut al fiecărei persoane de a fi, în orice moment și în orice situație, complet liberă de orice constrângere. Există numeroase constrângeri la care fiecare persoană este supusă în mod necesar pentru binele comun.”

#### Societatea londoneză pentru abolirea vaccinării obligatorii (London Society for the Abolition of Compulsory Vaccination)

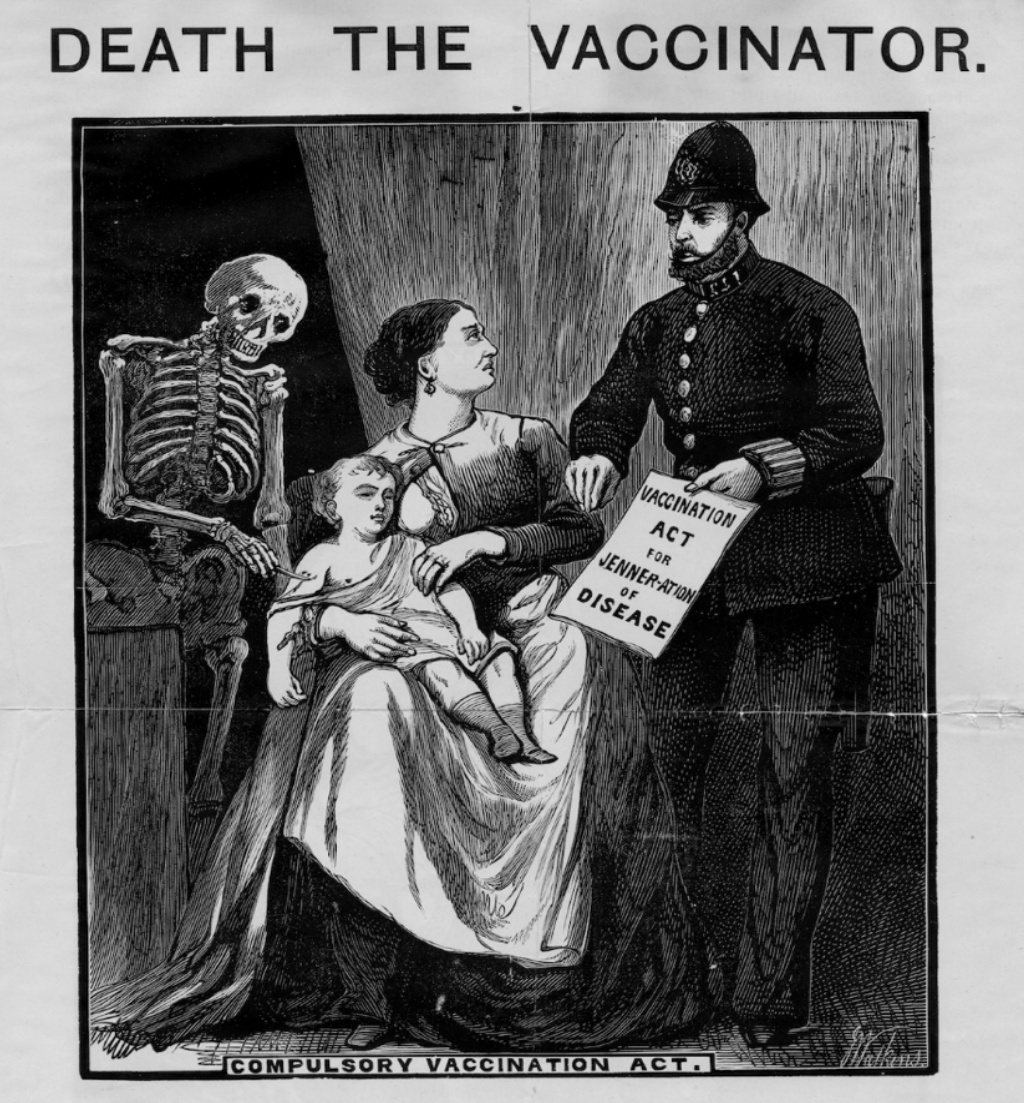
„Death the Vaccinator”, publicat de Societatea londoneză pentru abolirea vaccinării obligatorii la sfârșitul anilor 1800

În 1880, William Tebb a extins și reorganizat Liga împotriva vaccinării obligatorii din Regatul Unit prin formarea Societății londoneze pentru abolirea vaccinării obligatorii, avându-l ca secretar pe William Young. Vaccination Inquirer, înființat de Tebb în 1879, a fost adoptat ca organ oficial al societății. O serie de paisprezece „Vaccination Tracts” a fost începută de Young în 1877 și completată de Garth Wilkinson în 1879. William White a fost primul editor al Vaccination Inquirer și, după moartea sa în 1885, a fost succedat de Alfred Milnes. Frances Hoggan și soțul ei au scris un articol pentru Vaccination Inquirer în septembrie 1883, care pleda împotriva vaccinării obligatorii. Societatea londoneză s-a concentrat asupra lobby-ului parlamentar în anii 1880 și la începutul anilor 1890. Ei au obținut sprijinul mai multor membri ai Camerei Comunelor, dintre care care cel mai proeminent a fost Peter Alfred Taylor, membrul pentru Leicester, care a fost descris ca fiind „Mecca antivaccinării”.

#### Liga Națională Antivaccinare
Mișcarea din Regatul Unit a crescut și, pe măsură ce influența Societății din Londra a eclipsat-o pe cea a Hume-Rotherys, a preluat conducerea la nivel național. În februarie 1896, s-a decis reformarea Societății sub numele de Liga Națională Antivaccinare. Arthur Phelps a fost ales președinte. În 1898, liga a angajat o absolventă de școală pe nume Lily Loat, care a fost aleasă secretar al ligii până în 1909. În 1906, George Bernard Shaw a scris o scrisoare de susținere a Ligii Naționale Antivaccinare, echivalând metodele de vaccinare cu „frecarea conținutului pubelei în rană”.

#### Liga Antivaccinare din America
În 1908, Liga Americană Antivaccinare a fost creată de Charles M. Higgins și industriașul John Pitcairn Jr., cu campanii antivaccinare concentrate în New York și Pennsylvania. Membrii se opuneau legilor privind vaccinarea obligatorie. Higgins a fost principalul purtător de cuvânt și pamfletar al Ligii. Istoricul James Colgrove a remarcat că Higgins „a încercat să anuleze legea statului New York care impunea vaccinarea elevilor în școlile publice”. Liga nu trebuie confundată cu Societatea Antivaccinare din America, care a fost înființată în 1879. Higgins a fost criticat de experții în medicină pentru răspândirea de informații eronate și ignorarea faptelor cu privire la eficacitatea vaccinării. Liga s-a dizolvat după moartea lui Higgins în 1929.

### Secolul al XX-lea
Activismul antivaccin a scăzut în cea mai mare parte a secolului al XX-lea, dar nu a dispărut niciodată complet. În Regatul Unit, Liga Națională Antivaccinare a continuat să publice noi numere ale revistei sale până în 1972, moment în care campania globală pentru eradicarea variolei prin vaccinare a făcut boala atât de rară încât vaccinarea obligatorie împotriva variolei nu a mai fost necesară în Regatul Unit.
Au fost dezvoltate și utilizate noi vaccinuri împotriva unor boli precum difteria și tusea convulsivă. În Regatul Unit, acestea au fost adesea introduse pe bază de voluntariat, fără a stârni același tip de reacție antivaccinare care a însoțit vaccinarea obligatorie împotriva variolei.
În Statele Unite, în anii 1960 și 1970, au avut loc numeroase epidemii de rujeolă, care s-au dovedit a fi mai frecvente în statele care nu impuneau vaccinarea obligatorie. Acest lucru a condus la apeluri în anii 1970 pentru o cerință de vaccinare la nivel național pentru copiii care intră în școli. Joseph A. Califano Jr. a făcut apel la guvernatorii statelor, iar până în 1980, toate cele 50 de state impuneau în mod legal vaccinarea pentru intrarea în școală. Multe dintre aceste legi permiteau scutiri ca răspuns la lobby-uri. În statul New York, o lege din 1967 a permis scutiri de la vaccinarea împotriva poliomielitei pentru membrii organizațiilor religioase, cum ar fi oamenii de știință creștini.

### Secolul 21

#### Frauda Lancet privind autismul cu ROR
Activismul antivaccin în anii 2000 și-a recăpătat proeminența prin cercetări exploratorii bazate pe 12 cazuri care au făcut afirmații cu privire la o legătură între vaccinul ROR și autism. Aceste afirmații au fost ulterior investigate pe larg și s-au dovedit a fi false, iar studiul original s-a dovedit a fi bazat pe date falsificate. Consensul științific este că nu există nicio legătură între vaccinul ROR și autism și că beneficiile vaccinului ROR în prevenirea rujeolei, oreionului și rubeolei depășesc cu mult riscurile sale potențiale.
Ideea unei legături cu autismul a fost sugerată pentru prima dată la începutul anilor 1990 și a ajuns în atenția publicului în mare parte ca urmare a fraudei privind autismul din Lancet din 1998, pe care Dennis K. Flaherty de la Universitatea din Charleston a caracterizat-o drept „poate cea mai dăunătoare păcăleală medicală din ultimii 100 de ani”. Lucrarea de cercetare frauduloasă scrisă de Andrew Wakefield și publicată în The Lancet a susținut în mod fals că vaccinul era legat de colită și tulburări din spectrul autismului. Lucrarea a fost retrasă în 2010, dar este încă citată de activiștii antivaccin.
Afirmațiile din lucrare au fost raportate pe scară largă, ceea ce a dus la o scădere bruscă a ratelor de vaccinare în Regatul Unit și Irlanda. Se estimează că promovarea presupusei legături, care a continuat în propaganda antivaccinare în următoarele trei decenii, în ciuda faptului că a fost infirmată, a condus la o creștere a incidenței rujeolei și oreionului, care a dus la decese și leziuni permanente grave. În urma afirmațiilor inițiale din 1998, au fost întreprinse mai multe studii epidemiologice de amploare. Analizele dovezilor efectuate de Centrele pentru Prevenirea și Controlul Bolilor, Academia Americană de Pediatrie, Institutul de Medicină al Academiei Naționale de Științe din SUA, Serviciul Național Medical din Regatul Unit și Biblioteca Cochrane nu au găsit nicio legătură între vaccinul ROR și autism. Medicii, revistele medicale și editorii au descris acțiunile lui Wakefield drept frauduloase și le-au legat de epidemii și decese.
O investigație a jurnalistului Brian Deer a constatat că Wakefield, autorul lucrării de cercetare originale care leagă vaccinul de autism, a avut multiple conflicte de interese nedeclarate, a manipulat dovezi și a încălcat alte coduri etice. După o investigație ulterioară de 2,5 ani, Consiliul Medical General a decis că Wakefield a acționat „în mod necinstit și iresponsabil” în cadrul cercetării sale, efectuând proceduri neautorizate pentru care nu era calificat și acționând cu un „dispreț insensibil” față de copiii implicați. În mai 2010, Wakefield a fost găsit vinovat de către Consiliul Medical General de abatere profesională gravă și a fost radiat din Registrul medical, ceea ce înseamnă că nu mai poate profesa ca medic în Regatul Unit.
Lucrarea din The Lancet a fost retrasă parțial în 2004 și retrasă complet în 2010, când redactorul-șef al The Lancet, Richard Horton, a descris-o ca fiind „complet falsă” și a declarat că revista a fost înșelată. În ianuarie 2011, Deer a publicat o serie de rapoarte în British Medical Journal, în care un editorial semnat de jurnalist spunea: „A fost nevoie de scepticismul diligent al unui singur om, aflat în afara medicinei și a științei, pentru a arăta că lucrarea a fost de fapt o fraudă elaborată.” Un articol din 2011 al revistei a descris legătura dintre vaccin și autism drept „cea mai dăunătoare păcăleală medicală din ultimii 100 de ani”.
Wakefield continuă să promoveze convingeri antivaccin și teorii ale conspirației în Statele Unite. În februarie 2015, Wakefield a negat că ar avea vreo responsabilitate pentru epidemia de rujeolă care a început la Disneyland printre copiii nevaccinați în acel an. De asemenea, el și-a reafirmat convingerea discreditată că „ROR contribuie la epidemia actuală de autism”. Până la acea dată, fuseseră raportate cel puțin 166 de cazuri de rujeolă. Paul Offit nu a fost de acord, afirmând că epidemia a fost „direct legată de teoria doctorului Wakefield”. Wakefield și alți activiști antivaccin au fost activi în comunitatea americano-somaleză din Minnesota, unde o scădere a ratelor de vaccinare a fost urmată în 2017 de cea mai mare epidemie de rujeolă din acest stat în aproape 30 de ani.
Mișcarea antivaccinare a fost, din punct de vedere istoric, apolitică, dar în anii 2010 și 2020, mișcarea din Statele Unite a vizat din ce în ce mai mult conservatorii. Pe măsură ce epidemiile de rujeolă au crescut, au crescut și apelurile pentru eliminarea scutirilor de la administrarea vaccinurilor. Până în 2015, 19 state americane sugeraseră o legislație care să elimine sau să sporească dificultatea scutirilor, inclusiv California. În același timp, activiștii americani antivaccin au ajuns la grupuri libertariene și de dreapta, precum mișcarea Tea Party, pentru a-și lărgi baza. În timp ce anterior activiștii antivaccinare se concentrau pe impactul asupra sănătății și pe siguranța vaccinurilor, temele recente implică din ce în ce mai mult argumente filozofice privind libertatea, libertatea medicală și drepturile parentale.
Odată cu creșterea mișcării antivaccin începând cu anii 2010, Statele Unite au înregistrat o recrudescență a anumitor boli prevenibile prin vaccinare. Virusul rujeolei și-a pierdut statutul de eliminare în SUA, deoarece numărul de cazuri de rujeolă a continuat să crească la sfârșitul anilor 2010, cu un total de 17 epidemii în 2018 și 465 de epidemii în 2019 (la 4 aprilie 2019).

#### Epidemii de rujeolă în 2019
Ezitarea vaccinării a dus la scăderea ratelor de vaccinare împotriva rujeolei, culminând cu epidemiile de rujeolă din 2019-2020. Cea mai semnificativă dintre acestea în raport cu populația națională a fost epidemia de rujeolă din Samoa din 2019.
În iulie 2018, doi copii în vârstă de 12 luni au murit în Samoa după ce au primit vaccinuri ROR pregătite incorect. Aceste două decese au fost preluate de grupurile antivaccin și folosite pentru a incita la teamă față de vaccinare pe rețelele de socializare, determinând guvernul să suspende programul de vaccinare împotriva rujeolei timp de zece luni, în ciuda recomandărilor OMS. Incidentul a făcut ca mulți locuitori din Samoa să-și piardă încrederea în sistemul de sănătate. UNICEF și Organizația Mondială a Sănătății estimează că rata de vaccinare împotriva rujeolei în Samoa a scăzut de la 74% în 2017 la 34% în 2018, similar cu unele dintre cele mai sărace țări din Africa.
În august 2019, un pasager infectat pe unul dintre cele peste 8.000 de zboruri anuale între Noua Zeelandă și Samoa a adus, probabil, boala din Auckland în Upolu. O epidemie completă de rujeolă a început pe insulă în octombrie 2019 și a continuat în următoarele patru luni. Până la 6 ianuarie 2020, au existat peste 5.700 de cazuri de rujeolă și 83 de decese, dintr-o populație samoană de 200.874. Peste trei la sută din populație a fost infectată. Cauza epidemiei a fost atribuită scăderii ratelor de vaccinare, de la 74% în 2017 la 31–34% în 2018, chiar dacă insulele din apropiere aveau rate apropiate de 99%. A fost înregistrată o rată de 14,3 decese la 1.000 de persoane infectate și 5.520 de cazuri (2,75% din populație) de rujeolă în Samoa. Șaizeci și unu din primele 70 de decese aveau vârsta de patru ani sau mai puțin, iar toate, cu excepția a șapte, aveau sub 15 ani. După izbucnirea epidemiei, antivaxxeri au folosit tropi rasiști și dezinformare pentru a atribui zecile de decese cauzate de rujeolă sărăciei și alimentației deficitare sau chiar vaccinului în sine, dar acest lucru a fost înlăturat de sprijinul medical internațional de urgență care a sosit în noiembrie și decembrie. Nu au existat dovezi de malnutriție acută, deficiență clinică de vitamina A sau deficiență imunitară, așa cum au susținut diverși antivaxxeri.

#### Activismul pandemic al COVID-19
În timpul pandemiei de COVID-19, activiștii antivaccin au întreprins diverse eforturi pentru a împiedica persoanele care doreau să primească vaccinurile, astfel de activități având loc în țări precum Australia, Israel, Regatul Unit, și Statele Unite. Acestea au inclus încercări de a bloca fizic locurile de vaccinare și de a face rezervări false pentru programările de vaccinare, pentru a bloca sistemele de rezervare a vaccinării. De asemenea, activiștii au organizat proteste pentru a crește gradul de conștientizare a cauzei lor.
În unele cazuri, retorica antivaccin a fost pusă pe seama unor activități de trolling pe internet, sponsorizate de stat, menite să creeze disensiuni sociale. La nivel global, campaniile străine de dezinformare au fost asociate cu scăderea ratelor de vaccinare în țările țintă. Activismul antivaccin online, atât înainte, cât și în timpul pandemiei, a fost legat de niveluri extreme de falsuri, zvonuri, farse și teorii ale conspirației.
Activiștii antivaccin au afirmat în mod fals în postările de pe rețelele de socializare că numeroase decese sau leziuni au avut legătură cu reacțiile la vaccinuri. Într-un caz foarte mediatizat la începutul anului 2023, după ce jucătorul de fotbal american Damar Hamlin, de la Buffalo Bills, a suferit un episod de commotio cordis în timpul jocului, a existat o creștere a retoricii și dezinformării din partea unor personalități precum Charlie Kirk și Drew Pinsky, care au făcut afirmații nefondate cu privire la stopul cardiac al lui Hamlin și vaccinurile anti-COVID-19. Într-un alt incident din 2023, baschetbalistul universitar Bronny James a suferit un stop cardiac la Galen Center din cadrul Universității din California de Sud, ceea ce a dus la afirmații potrivit cărora acesta ar fi fost rezultatul administrării unui vaccin anti-COVID-19; ulterior s-a dovedit că episodul fusese cauzat de un defect cardiac congenital. De asemenea, activiștii antivaccin au crezut că toboșarul Foo Fighters, Taylor Hawkins, a murit în 2022 din cauza vaccinului COVID-19, în timp ce, în realitate, a fost vorba de o supradoză de droguri. În decembrie 2023, The New York Times a publicat o investigație detaliată a denaturării și distorsionării circumstanțelor morții lui George Watts Jr. de către Robert F. Kennedy Jr. și alți activiști antivaccin. Unele persoane nevaccinate care se opun vaccinării cu COVID-19 au început să se autointituleze în grupurile de socializare drept „pur-sânge”, un termen care conota istoric puritatea rasială.
Peter Hotez, cercetător biomedical proeminent, a afirmat că el și alți oameni de știință americani care apără public vaccinurile au fost atacați pe rețelele de socializare, hărțuiți cu e-mailuri amenințătoare, intimidați și confruntați fizic de către oponenții vaccinării. De asemenea, el atribuie creșterea agresivității mișcării antivaccinare influenței aripii extreme a Partidului Republican. Hotez estimează că aproximativ 200.000 de decese evitabile cauzate de COVID-19, în special în rândul republicanilor, au avut loc în SUA din cauza refuzului de a se vaccina. Un studiu din 2023 publicat în Journal of the American Medical Association, a găsit „dovezi ale unui exces de mortalitate mai mare pentru votanții republicani comparativ cu votanții democrați din Florida și Ohio după ce, dar nu înainte, vaccinurile COVID-19 au fost disponibile pentru toți adulții din SUA.